# Station Les Noues
Station Les Noues is een spoorwegstation aan de spoorlijn Paris-Nord - Lille. Het ligt in de Franse gemeente Goussainville in het departement Val-d'Oise in de regio Île-de-France.

## Geschiedenis
Het station is op 1 juni 1859 geopend.

## Ligging
Het station ligt op kilometerpunt 21,000 van de spoorlijn Paris-Nord - Lille.

## Diensten
Het station wordt aangedaan door treinen van de RER D tussen Orry-la-Ville - Coye (soms Creil) en Melun via Combs-la-Ville.

## Vorig en volgend station
| Richting                         | Vorig station | Lijn  | Volgend station | Richting                      |
| -------------------------------- | ------------- | ----- | --------------- | ----------------------------- |
| Creil D3 Orry-la-Ville - Coye D1 | Louvres       | RER D | Goussainville   | Melun D2 (via Combs-la-Ville) |